# Moschus cupreus
El Ciervo almizclero de Cachemira o Ciervo almizclero de Kashmir  (Moschus fuscus) es una especie de mamífero artiodáctilo encontrado en el Himalaya, al extremo norte de India y Pakistán en Cachemira y norte de Afganistán. La especie está catalogada en la Lista Roja de la UICN como en peligro de extinción las amenazas provienes de la pérdida de su hábitat y la caza por su carne y almizcle.